# Poirierville
 Poirierville est une communauté acadienne sur l'Isle Madame au Cap-Breton.